# ویورلی (میزوری)
ویورلی (به انگلیسی: Waverly) یک شهر در ایالات متحده آمریکا است که در شهرستان لافایت، میزوری واقع شده‌است. ویورلی ۳٫۶۸ کیلومتر مربع مساحت و ۸۴۹ نفر جمعیت دارد و ۲۴۸ متر بالاتر از سطح دریا واقع شده‌است.